# Station Selajambe
Selajambe is een spoorwegstation in de Indonesische provincie West-Java.

## Bestemmingen
- Kereta api Ciroyom-Cianjur-Lampegan